# Дитятковский, Григорий Исаакович
Григорий Исаакович Дитятковский (17 июня 1959, Киев) — советский и российский театральный режиссёр, актёр и педагог.

## Биография
В 1981—1986 годах учился режиссуре в Ленинградском институте театра, музыки и кинематографии (курс А. А. Музиля). В 1986—1995 годах — актёр и режиссёр Малого драматического театра. Одновременно с работой в МДТ и после неё сотрудничал с рядом театров — в частности, с БДТ, Театром на Литейном, театром «Приют комедианта», Театром им. В. Ф. Комиссаржевской и др. Часто работает с актёром Сергеем Дрейденом.
При этом театроведы признавали чужеродность творческой манеры Дитятковского принципам и МДТ («ведь эстетика Додина — с его как раз прозаическим мышлением, исторической конкретностью спектаклей <…>, плотностью телесного существования актёров — Дитятковскому прямо противоположна»), и БДТ («Случай Дитятковского — особенно трудный для БДТ. Он мастер формы, который чувствует нерв произведения, его поэтику, его время и потому архитребователен к исполнению. Он не друг артистов в том смысле, в котором создание спектакля — это создание творческой семьи»), и Театра им. Комиссаржевской («когда Григорий Исаакович начал сотрудничать с Комиссаржевкой, это сочетание выглядело странным: театр, коронные жанры которого комедия и мелодрама, работающий на широкого зрителя… и режиссёр-интеллектуал, сочиняющий намеренно трудные, в каком-то смысле элитарные спектакли, ни разу не комедиограф, никогда не интересовавшийся мелодрамой в чистом виде»).
В первой половине 1990-х годов был одним из педагогов курса Л. А. Додина в Санкт-Петербургской государственной академии театрального искусства. В 2000-х годах был мастером актёрско-режиссёрского курса СПГАТИ при БДТ.
Помимо театральной деятельности снялся в роли Иосифа Бродского в фильме «Полторы комнаты, или Сентиментальное путешествие на родину» А. Ю. Хржановского.

## Награды
- 1998 — лауреат премии «Золотой софит» в номинации «лучший спектакль года» за спектакль «Мрамор» (по пьесе Иосифа Бродского, «Белый театр».)
- 2001 — лауреат премии «Золотая маска» в номинации «работа режиссёра» в драме за спектакль «Потерянные в звёздах» (по пьесе Ханоха Левина «Продавцы резины», Театр на Литейном)
- 2010 — Премия Правительства Российской Федерации 2010 года в области культуры (17 декабря 2010 года) — за художественно-анимационный фильм «Полторы комнаты, или сентиментальное путешествие на родину»[5].
- 2018 — лауреат премии «Золотой софит» в номинации в номинациях «лучший спектакль на большой сцене», «лучшая работа режиссёра» за спектакль «Мизантроп» (по пьесе Мольера, Театр им. В. Ф. Комиссаржевской)